# Легенда о еврейском папе римском Андреасе

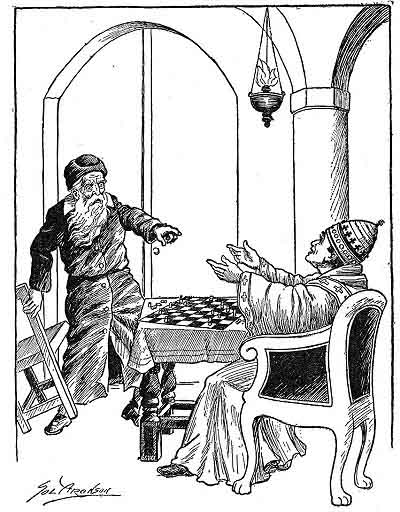
Папа узнаёт отца-раввина во время игры в шахматы; иллюстрация в «Еврейских сказках и легендах» (1919).

Римский папа Андрей (Андреас; англ. Andreas) — персонаж легенды о папе из евреев. Еврейская энциклопедия 1906 года пишет: «Согласно одному еврейскому преданию, сохранившемуся в „покаянной литургии“ и открытому Элеазаром Ашкинази, Андрей был еврейского происхождения, но впоследствии принял христианство; прославившись среди христиан своим умом и чудесами, он вскоре достиг сана кардинала, а затем и папского престола».
Утверждается, что во время его понтификата против евреев была обрушена клевета, в результате которой стала неизбежна вспышка преследований евреев. Однако в критический момент на сцене появился папа и, произнеся речь в пользу евреев, сумел подавить народные страсти. Евреи послали делегацию из своих самых выдающихся и учёных мужей, чтобы выразить свою признательность понтифику. В ответ папа вручил делегатам селихот, покаянную молитву, которую он составил на священном языке и которую теперь просил распространить среди всех еврейских общин и включить в их молитвенные книги, что они и сделали. На молитве была подпись Папы «Андреас», хотя в печатном варианте одна буква была перевёрнута.
Подобные легенды, в различных вариантах, были в Средние века весьма распространены в еврейских кругах. В одних случаях имя папы было Андрей, а в других — Эльханан. Возникнув, предположительно, в начале XIV века (вероятно, под влиянием преданий об антипапе Анаклете II, происходившем из евреев), эта легенда в разные времена пережила целый ряд изменений.

## Легенда
Легенда менялась от источника к источнику, пока не была принята в окончательной форме.
Согласно традиционному рассказу, Эль-Ханан, или Эльханан, еврейский мальчик, сын Симеона бен-Исаака (Шимон ха-гадоль; ок. 950 г.), был украден во время иудейской субботы служанкой-христианкой ночью во сне. Когда он проснулся в незнакомой комнате, ему сказали, что его родители мертвы. Он содержался в заключении в монастыре, где получил церковное образование и быстро поднимался в иерархических кругах, пока не стал папой.
Еврейская энциклопедия пишет об этой истории: «Однако все это время он прекрасно осознаёт своё происхождение и родство, хотя великолепие и величие своего положения не позволяют ему раскрыть свою личность».
В конце концов, его одолевает страстное желание увидеться с отцом, для чего он издаёт указ о преследовании евреев Магонзы (Майнца), будучи уверенным, что последние пошлют к нему делегатов, чтобы просить его отменить; затем Симеон, как один из самых выдающихся людей его сообщества, несомненно, будет найден. Он оказался прав: делегаты евреев Магонзы во главе с Симеоном, отцом папы, прибывают в Рим. Симеон ставит под сомнение причину жестокого указа; но его изумление усиливается, когда после аудиенции он обнаруживает в папе весьма редкую степень еврейских знаний. Кроме того, Папа приглашает Симеона зайти вечером, чтобы поиграть с ним в шахматы. Во время игры понтифик использует приём, которому Симеон обучил только своего сына Эль-Ханана. Папа, не в силах больше сдерживаться, снимает маску и обнимает отца.
Он очень хочет вернуться к религии своих отцов, и его решимость укрепляется, когда отец указывает ему на иудейское учение о возрождающей силе покаяния. Затем Симеон возвращается в Майнц, неся с собой отмену указа, в то время как Эльханан остаётся в Риме достаточно долго, чтобы написать антихристианскую диссертацию, которую он поручает всем своим преемникам прочитать. Затем он бежит в Майнс, где живёт как набожный еврей. Его отец Симеон пишет гимн благодарности за возвращение своего сына: Эль ханан нахалато бе-ноам ле-хашпер: «Бог милостиво поступил» [= Эль ханан] с именем акростиха как его сына, так и его самого. По другим версиям, папа бросается на смерть. В Риме его судьба остаётся навсегда неизвестной.